# Walter Schwarzmann
Walter Schwarzmann (* 7. Januar 1821 in Sigmaringen; † 14. April 1886 in Karlsruhe) war Präsident des Badischen Verwaltungsgerichtshofs und Mitglied der ersten und zweiten Kammer der Badischen Ständeversammlung.

## Leben
Schwarzmann war der Sohn von Gottfried Schwarzmann und dessen Frau Anna, geb. Walter. Annas Schwester, Josepha, war mit dem badischen Minister Johann Baptist Bekk verheiratet, in dessen Ministerium Schwarzmann zeitweise arbeitete. 1850 heiratete Schwarzmann in Freiburg Anna Schill, mit der er drei Kinder hatte.
1835 legte er am Gymnasium Freiburg die Abiturprüfung ab, um danach (1835–1837) zunächst Philosophie und dann (1837–1841) in Freiburg ein Jurastudium zu absolvieren. Nach Ablegung der juristischen Prüfung (1843) trat er 1844 eine Stelle als Rechtspraktikant an. 1846 wurde er als Sekretär des Hofgerichts des Seekreises in Konstanz eingesetzt. Bereits ein Jahr später wurde er Sekretärspraktikant im Karlsruher Innenministerium. Während des dritten Aufstandes in der Badischen Revolution floh Schwarzmann nach Basel, von wo aus er Ende Juni 1849 konterrevolutionäre Aktionen im badischen Oberland organisierte. 1849–1850 war er Assessor in Emmendingen und 1850 bis 1855 des Seekreises in Konstanz. 1855 bis 1861 wirkte er beim Bezirksamt Achern als Oberamtmann im Rang eines Regierungsrates. 1861 bis 1864 nahm er die Aufgaben eines Ministerialrates im Karlsruher Innenministerium wahr. Seit 1864 wurde er als Verwaltungsgerichtsrat Kollegialmitglied und Vorsitzender Rat bei Verwaltungsgerichtshof. 
Von 1874 bis 1877 gehörte er dem Badischen Verwaltungsgerichtshof als Direktor an und wurde 1877 dessen Präsident. Dieses Amt übte er bis 1886 aus. 1879 wurde er Vorsitzender des Kompetenzgerichtshofes.
1857 wurde Schwarzmann im Wahlbezirk der Ämter Stockach, Meßkirch und Engen (A3) als Abgeordneter in die Zweite Kammer der Badischen Ständeversammlung gewählt und wirkte dort bis 1863.
Von 1877 bis 1882 gehörte er zu den vom Großherzog ernannten Mitgliedern der Ersten Kammer der Ständeversammlung.
Schwarzmann publizierte eine Anzahl von Artikeln in juristischen Fachblättern, wie dem Magazin für badische Rechtspflege und Verwaltung, dem Badischen Centralblatt für Staats- und Gemeinde-Interessen und der Zeitschrift für badische Verwaltung und Verwaltungsrechtspflege.

## Ehrungen
1866 wurde er mit dem Ritterkreuz I. Klasse des Ordens vom Zähringer Löwen ausgezeichnet und 1877 mit dem Kommandeurskreuz II. Klasse dieses Ordens.